# (264033) Boris-Mikhail
(264033) Boris-Mikhail est un astéroïde de la ceinture principale.

## Description
(264033) Boris-Mikhail est un astéroïde de la ceinture principale. Il fut découvert le 26 août 2009 à Plana par Filip Fratev. Il présente une orbite caractérisée par un demi-grand axe de 2,73 UA, une excentricité de 0,03 et une inclinaison de 6,7° par rapport à l'écliptique.
Il est nommé d'après le souverain Boris Ier de Bulgarie.

## Compléments